# David Dacko
David Dacko (ur. 24 marca 1930 r. w Bouchia, zm. 20 listopada 2003 r. w Jaunde) – polityk środkowoafrykański, pierwszy prezydent Republiki Środkowoafrykańskiej.
Z zawodu nauczyciel. W czasach kolonialnych uczestniczył w ruchu niepodległościowym. W rządzie autonomicznej Republiki Środkowoafrykańskiej objął stanowiska ministerialne. W 1959 roku po śmierci Barthélemy Boganda objął stanowisko prezydenta. W 1962 roku z łatwością wygrał wybory prezydenckie. Od tamtej pory rządził Republikę Środkowoafrykańską w sposób jednopartyjny stojąc na czele partii Ruch Rozwoju Społecznego Czarnej Afryki. Od września 1964 roku Dacko i jego ekipa zaczęła zbliżać się politycznie do Chin. Polityka ta wzbudziła w wojsku obawy o komunizację państwa. 1 stycznia 1966 roku Dacko został obalony w zamachu stanu przez Jean-Bédela Bokassę. Do polityki powrócił w 1976 roku gdy Bokassa mianował go osobistym doradcą. 21 września 1979 roku z pomocą wojsk francuskich przeprowadził pucz i obalił Bokassę. Zamach pozwolił mu na powrót do władzy. Dacko przywrócił republikę i rządy cywilne. Umożliwił powstanie licznych partii politycznych, zwolnił więźniów politycznych i założył Środkowoafrykański Związek Demokratyczny, którego został przewodniczącym. W styczniu 1981 roku wprowadzono nową konstytucję, a marcowe wybory prezydenckie wygrał Dacko nieznaczną większością głosów. Wyniki wyborów zaskarżyła opozycja. Na niepokoje społeczne rząd odpowiedział kilkukrotnym wprowadzaniem stanu wyjątkowego. 1 września tego samego roku został obalony przez André Kolingbę. Bezskutecznie startował w wyborach prezydenckich w 1992 i 1999. Zmarł w 2003 roku.